# زولو ۱۹۲۲
سیارک ۱۹۲۲ (به انگلیسی: 1922 Zulu، نامگذاری:1949HC) هزار و نهصد و بیست و دومین سیارک کشف شده‌است که در ۲۵ آوریل ۱۹۴۹ کشف شد.
قدر مطلق سیارک برابر ۱۲٫۲۰ است.